# ليوبولدو ألاس (كلارين)
ليوبالدو ألاس (بالإسبانية: Leopoldo Alas «Clarín»)‏ كاتب وروائي إسباني، وُلد في سمورة عام 1852، إلا أنه كان يشعر بانتمائه إلى أستورياس. درس القانون في أوفييدو وحصل على الدكتوراه في مدريد، حيث فقد إيمانه. ومنذ هذه المرحلة، وهو يعيش في حالة صراع روحاني دائم، وهو الأمر الذي شهدت عليه أعماله. في سن الثالثة والعشرين، بدأ في استخدام الاسم المستعار كلارين في كتاباته. ثم أصبح أستاذًا في جامعة أوفييدو عام 1883، ودافع عن أفكار الجمهورية، ولكن سرعان ما انغمس في السياسة. استعاد إيمانه عام 1892 عقب أزمة وعي المت به، إلا أنه لم يصل إلى قمة الإيمان بالعقيدة الكاثوليكية.
تمتع كلارين بمكانة كبيرة بوصفه ناقدًا أدبيًا. تبرهن أعماله المقالية على معرفته الكبيرة، والذي عبر عنه في مواقف عدة بسخرية لاذعة ومهينة. ونُشرت مقالاته، التي عكست سلطة خفية على الساحة الأدبية الإسبانية، مجمعة في مجلدات عدة تحمل اسم معزوفات منفردة لكلارين وباليكيس. وبالمثل أسهم في الفن القصصي والروايات القصيرة وقام بنشر أكثر من سبعين مؤلفًا من هذا النوع الأدبي. وتأتي بيبا عام 1879 والتي تروي تراجيديا وغد من أوفييدو. إضافة إلى الأعمال الأخرى مثل الرب وكورديرا الإنشودة الرعوية الدرامية الكلاسيكية.
عُرف كلارين في الأساس بوصفه روائيًا، بعمليه الروائيين الوحيدين لا ريخنتا تعد الرواية الأولى هي الأهم والتي كُتبت عام 1885، والتي تحمل تأثيرًا واضحًا من رواية مدام بوفاري لجوستاف فلوبير. وتقدم بيتوستا، اسم مجازي لأوفييدو، جسديًا وأخلاقيًا بوصفها نموذجًا لمدينة إسبانية تعمقت في المظاهر التقليدية. استخدم ألاس تقنية المذهب الطبيعي مع إظهار التشاؤم بجانب سمات أخرى واضحة من الحنان والسخرية. في لا ريخنتا خرجت البطلة آنا أوثوريس، والتي تحمل بعض السمات المشتركة مع إيما بوفاري، لمناقشة الضمائر في صراعهه مع الواجبات ومع البيئة، حيث رسم صورة مسيئة عن المدينة في نظر الكثيرين. وسرعان ما أدانت الكنيسة هذه الرواية، ولكن مع مرور الوقت، نشأت علاقة صداقة صريحة بين كل من كلارين والأسقف. وفي العصر الحالي، تقف لا ريخنتا في قمة الأعمال الروائية في الواقعية الإسبانية على قدم المساواة مع فورتوناتا وخثينتا لجالدوس. وتوفي عام 1901.

## وصلات خارجية
- ليوبولدو ألاس على موقع IMDb (الإنجليزية)
- ليوبولدو ألاس على موقع الموسوعة البريطانية (الإنجليزية)